# Cargolet ondulat
El cargolet ondulat (Campylorhynchus fasciatus) és un ocell de la família dels troglodítids (Troglodytidae).

## Hàbitat i distribució
Habita boscos de les terres baixes del sud-oest de l'Equador i oest i nord-oest del Perú.